# La pattuglia dei senza paura
La pattuglia dei senza paura (en español, La patrulla de los sin miedo) es una historieta italiana policíaca de la Casa Editrice Audace (hoy Sergio Bonelli Editore), creada por Gian Luigi Bonelli (con el seudónimo de B. O' Nelly) en 1948. Los dibujos son de Roy D'Amy, Guido Zamperoni y Franco Donatelli.
Fueron editados 24 álbumes en total, divididos en dos series.

## Argumento
La serie, inspirada en el cómic estadounidense Radio Patrol, tiene como protagonistas a dos hermanos, Bob y Alan Grey, comandantes de un equipo especial de la policía llamado patrulla de los sin miedos.